# Баранцевич, Зоя Фёдоровна
Зоя Фёдоровна Баранцевич (1896, Москва — 1952, там же) — русская и советская актриса. Звезда немого кино. Сценарист, литератор.

## Биография
Совсем юной начала выступать в провинциальных и столичных антрепризах. Ученица К. А. Марджанова. Играла на сцене драматического театра в Ростове-на-Дону.
Дебют в кино состоялся в 1914 ролью Китти в фильме В. Гардина «Анна Каренина». После этого актриса сразу же снискала популярность.
Играла главным образом роли молодых девушек, склонным к самопожертвованию и мистическим настроениям.
За 14-летнюю кинокарьеру Зоя Баранцевич снялась более чем в сорока картинах у лучших режиссёров того времени, среди которых Пётр Чардынин, Евгений Бауэр, А. Ханжонков, Б. Чайковский, А. Чаргонин, в кинопостановках П. Тимана и Торгового дома «Русь» и др.
Кроме, игры в кино, Зоя Баранцевич выступала и в качестве кинодраматурга, занималась литературным творчеством, писала сценарии, стихи и прозу. Ею создано несколько сценариев (под псевдонимом — Людмила Случайная), в том числе такие своеобразные, поэтичные произведения, как «Кто загубил?» (режиссёр Н. Туркин), «Умирающий лебедь», «О, если б мог выразить в звуках…». Два последних сценария был реализованы Е. Бауэром. Фильмы имели очень большой успех. Автор пьесы «Красное и чёрное: (Ист. молодого человека XIX столетия)» — по роману Стендаля. Автор незавершенных воспоминаний «Люди и встречи в кино» (В кн.: Кино и время, М., 1965. Вып. 4. С. 153—162).
В 1928 вынужденно ушла из профессии и служила на технической должности в правлении Всероссийского Театрального Общества.
В 1939 — актриса Серпуховского драматического театра.
Похоронена на 10 участке Ваганьковского кладбища.
В книге воспоминаний «Записки актёра и кинорежиссёра» (1965) А. И. Бек-Назаров пишет о Зое Баранцевич:

Её игра всегда была продумана и выверена, исполнительная техника — неизменно безупречна. Изобретательность и находчивость её были неистощимы. Но вместе с тем Зоя Федоровна отличалась большой скромностью и какой-то невиданной чистотой мыслей и взглядов. Работать с ней было одно удовольствие. Я это понял во время работы над нашим первым совместным фильмом (он назывался «Загадочный мир» и рассказывал о сентиментальной любви некоей панны Ванды — её играла Баранцевич — к председателю клуба эстетов, которого играл я).— Бек-Назаров, А. И. «Записки актёра и кинорежиссера» (М., 1965)

## Избранная фильмография

### Роли в кино

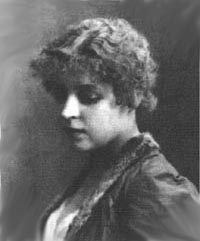
Зоя Баранцевич, главная героиня фильма «Призрак бродит по Европе» (1923)

- 1914 — Анна Каренина — княжна Кити Щербацкая
- 1914 — Девушка из подвала
- 1915 — Дочь истерзанной Польши
- 1916 — У голубого озера
- 1916 — Сын мой, где ты? — Китти, воспитанница Карнеева
- 1916 — Смерч любовный — Викта, жена инженера Налковского
- 1916 — Сказка синего моря — Ева, дочь виноградаря
- 1916 — О, ночь волшебная, полная неги… — Лиза, дочь Гардениной от второго брака
- 1916 — Нина — Нина Астафьева — главная роль
- 1916 — Нелли Раинцева — Нелли Раинцева — главная роль
- 1916 — Марионетки рока — Виктория
- 1916 — Курсистка Таня Скворцова — Таня Скворцова — главная роль
- 1916 — Кто загубил ? — Люба, дочь лесника
- 1916 — Жизнью смятые души
- 1916 — Загадочный мир — Ванда — главная роль
- 1917 — Чёрная любовь — Агни
- 1917 — Сумерки — Ханка — главная роль
- 1917 — Революционер — дочь революционера
- 1917 — Набат — Зоя, дочь Железнова
- 1917 — Княжна Лариса — княжна Лариса — главная роль
- 1917 — Вдова — Марианна
- 1918 — Настя-босячка — Настя — главная роль
- 1918 — Тереза Ракен — Тереза Ракен — главная роль
- 1918 — Поэт и падшая душа — Соня Муратова — главная роль
- 1918 — Эпизод любви — Ирина — главная роль
- 1918 — Мисс Мэри — Мэри Фальклэнд
- 1919 — Чаша искупления — Евгения Александровна
- 1919 — Настоящая женщина — Тэсс д’Эрбервиль — главная роль
- 1919 — Мы выше мести (короткометражный) — дочь генерала
- 1919 — Любовь всегда побеждает — Жанна д’Ора
- 1919 — Фауст
- 1919 — Два гусара — Анна Фёдоровна Зайцева — главная роль, 2-я роль — её дочь Лиза
- 1919 — Герасим и Муму — прачка
- 1919 — Володя и Володька
- 1919 — Доктор Паскаль
- 1920 — Последний вальс
- 1920 — На мужицкой земле
- 1920 — Народ — сам кузнец своего счастья (короткометражный) — невеста
- 1921 — Всё в наших руках — жена Демьяна
- 1922 — В вихре революции — Клавдия, дочь Абаканова
- 1922 — Призрак бродит по Европе — императрица
- 1923 — Атаман Хмель — Анна Загарина, жена Георгия
- 1923 — Последняя ставка мистера Энниока — Кармен Редж, куртизанка
- 1923 — Не пойман — не вор — Норис, жена Николо Орнано
- 1923 — Хозяин черных скал — Армела, безумная женщина
- 1924 — Слесарь и Канцлер — графиня Митси
- 1928 — Трое — жена Журавкова

### Сценарии
- 1916 — Чёртово колесо
- 1916 — Кто загубил ?
- 1916 — Умирающий лебедь
- 1916 — Сказка синего моря
- 1916 — О, ночь волшебная, полная неги…
- 1916 — Легенда чёрных скал
- 1916 — Марионетки рока
- 1916 — О, если б мог выразить в звуках…
- 1916 — Это было весной
- 1917 — Жена прокурора
- 1917 — Власть демона